# Ampeliscidae
Gli Ampeliscidae (Costa, 1857) sono una famiglia dell'ordine degli anfipodi, con caratteristiche così distintive da essere inseriti nella superfamiglia (tassonomia) monospecifica chiamata Ampeliscoidea. Sono organismi bentonici che si trovano sui fondali degli oceani e dei mari, distribuiti in tutto il mondo, in special modo nella aree con sedimenti piuttosto fini. Gli esseri appartenenti alla famiglia Ampeliscidae vivono in tubi infaunali costruiti con "seta anfipoda" (in inglese amphipod silk), una sostanza adesiva e fibrosa secreta dall'animale, e sedimenti.

## Tassonomia
La famiglia comprende i seguenti generi:
- Ampelisca Krøyer, 1842 - 199 specie
- Byblis Boeck, 1871 - 75 specie
- Byblisoides K.H. Barnard, 1931 - 6 specie
- Haploops Liljeborg, 1856 - 20 specie